# 永田萠
永田 萠（ながた もえ、1949年1月1日 - ）は、日本の絵本作家。兵庫県加西市生まれ。京都府京都市在住。成安女子短期大学意匠科卒業。既婚。
出版会社で版下作成の仕事を経験した後、そこで得た技術を活かし、カラーインクを駆使したイラストで高い評価を受けるイラストレーターとなった。
京都市子育て支援総合センターこどもみらい館と姫路市立美術館の館長を務める。
株式会社妖精村、ギャラリー妖精村の主宰者である。

## 作風と評価
永田本人が認めているようにいわさきちひろの影響を受けているが、いわさきが人間の子供を題材にした水彩画で知られているのに対して、永田は、カラーインクの鮮やかな色彩を活かした妖精や花を中心とした独特の作風である。
1987年にボローニャ国際児童図書展グラフィック賞を受賞するなど、絵本作家としての高い評価を得ている。
絵本のほかにも多くの商業イラスト（和服のデザイン等）を手がけている。2000年の淡路花博ジャパンフローラ2000においては、公式ポスターと、マスコットキャラクター「ユメハッチ」のデザインを手がけた。
郵政省発行「ふみの日」キャンペーン切手イラストを、1982年、1983年、1984年、1988年、1990年、1991年と担当。他にも多くのイラストが、郵政省発行記念切手のデザインとして採用されている。1990年には郵便局のイメージキャラクターのデザインを手がけている。
また、エッセイストとしての活躍もめざましい。
意外にも好角家であり、大相撲春場所のゲスト解説者として、NHKに招かれたことがある。
夫は、永田自身が大ファンである絵本作家のHATAO。年に1冊のペースで夫婦合作の絵本を作成しているが、意見を折り合わせながらの制作となるので、年に1冊が限界だとエッセイに書いている。夫の伯母はジャーナリストの増田れい子、祖父母は犬田卯と住井すゑである。
なお、人気の高さゆえか、商店のシャッター、保育園の送迎バス等には、永田の絵の模写を描く者が多い。

## 京都
学生時代より京都に居住し、以来変わることなく仕事と生活の基盤を京都に置いている。引越し魔で、京都市内だけで16回引越している。

## 画集・著書
著書は130冊を超える（2007年現在）。
- もえと妖精たち（1978年、イズミデザイン）
- 妖精村の四季のうた（1979年、イズミデザイン）
- 妖精の季節（とき）（1980年、サンリオ）
- 妖精村通信（1980年、講談社）
- 夢時計のまわる夜（1980年、CBSソニー出版）
- 風の中のつぶやき（1981年、サンリオ） 文：水原えり
- 一輪ざしのバラード（1981年、サンリオ）  文：きのゆり ISBN 4-387-81039-4
- 夢色道化師（1981年、PHP研究所）
- 新版/もえと妖精たち（1981年、世界文化社）
- トランプストリート（1981年、講談社）
- たそがれ猫のロンド（1981年、CBSソニー出版）
- 風の子伝説（1982年、世界文化社）
- たまゆら（1982年、サンリオ）
- ITSUKA・どこか遠くの空へ（1982年、白泉社）
- 妖精たちの花祭り（1983年、集英社）
- うみのいろのバケツ（1983年、講談社） 文：立原えりか
- コスモスパーク（1983年、白泉社） ISBN 4-592-76024-7
- 夢染人（1983年、河出書房新社）
- 野原のオルゴール（1984年、世界文化社）
- ばらいろのもり（1984年、講談社） 文：立原えりか
- しろいおくりもの（1985年、講談社） 文：立原えりか
- みんな小さな贈りもの（1985年、妖精村）文：HATAO
- 幻想旅行（1985年、白泉社）
- イエスさまが生まれた（1985年、聖パウロ女子修道会） 文：わきたあきこ
- 京都夢見小路（1985年、東京書籍） ISBN 4-487-75058-X
- きんいろのあめ（1985年、講談社） 文：立原えりか
- 花待月に（1986年、偕成社） ISBN 4-03-963260-5

ボローニャ国際児童図書展青少年部門グラフィック賞受賞
- 花のように（1986年、聖パウロ女子修道会）
- ことりたちがおしえてくれたよ（1986年、大阪市）
- 雲から夢まで（1986年、妖精村） 文：HATAO
- 春風のみみみ（1987年、白泉社） 文：小豆沢ゆう子
- 不思議の森へ（1987年、白泉社） ISBN 4-592-76043-3
- 妖精村の夢工場（1987年、フジテレビ出版）
- 妖精村日記（1987年、河出書房新社）
- あなたのうまれたひ（1987年、講談社）
- ラング・ドゥ・シャ(Langue de Chat)（1988年、妖精村） 文：HATAO
- 昔の絵「あ」（1988年、ホッタガクフ）
- 物語のなかの娘たち（1988年、偕成社） ISBN 4-03-963400-4
- 時の果樹園（1988年、白泉社） ISBN 4-592-76046-8
- イエスさまがかざったふゆ（1988年、聖パウロ女子修道会） 文：いわはしじゅんいち
- 夢みる少女 -赤毛のアンの世界へ-（1988年、大和書房）
- おはなし絵本館(16) みにくいあひるの子（1989年、講談社） 文：立原えりか
- 星に咲く花（1989年、妖精村） 文：HATAO
- NOON（ヌーン）（1989年、白泉社） ISBN 4-592-76053-0
- おはなし絵本館(6)つるのよめさま（1989年、講談社） 文：松谷みよ子
- 世界おはなし名作全集(5) おやゆびひめ（1990年、小学館） 文：舟崎克彦
- 図録・永田萠の世界（1990年、妖精村）
- おはなし童話館(5) ピーターパン（1990年、講談社） 文：立原えりか
- 今日がいちばん好き（1991年、大和書房）
- おてがみとどいた（1991年、日本郵便友の会協会）
- おはなし童話館(18) 赤いろうそくと人魚（1991年、講談社） 文：小川未明
- 煙猫と赤い花（1993年、河出書房新社）
- うたたねうさぎの見る夢は（1993年、大和書房）
- 雲の壜詰め（1993年、光琳社出版） 文：HATAO
- てのひらの虹-とても私的ないわさきちひろ論（1993年、大和書房）
- 京都・きもの暮らし（1993年、河出書房新社）
- 夢のひとみ（1993年、日本テレビ出版） 文：港かおり
- 片思い（1993年、白泉社） ISBN 4-592-76066-2
- The Story of the White Crane（1994年、あすなろ書房） 文：Kerry Muir他
- Dream^3（夢の3乗）（1994年、妖精村） 文：黒井健・永田萠・葉祥明
- さくらいろのハンカチ（1994年、講談社） 文：海老名香葉子
- 琴姫のなみだ（1994年、岩崎書房） 文：村尾靖子
- かぐやひめ（1995年、講談社） 文：立原えりか
- にんぎょひめ（1995年、講談社） 文：立原えりか
- 野の白鳥（1995年、世界文化社） 文：若谷和子
- 雪の女王（1995年、世界文化社） 文：若谷和子
- 人魚姫（1995年、世界文化社） 文：若谷文子
- 風の庭園（1995年、白泉社） ISBN 4-592-76076-X
- しらゆきひめ（1995年、小学館）
- シンデレラ（1995年、講談社）
- 花うらら（1996年、佼成出版社） ISBN 4-333-01797-1
- 京都夢いろ彩時記（1996年、淡交社） ISBN 4-473-01478-9
- ふしぎの国のアリス（1997年、小学館） 監修：西本鶏介 文：さくまゆみこ ISBN 4-09-250002-5
- あの人に花を（2000年、淡交社） ISBN 4-473-01736-2
- 大人のための美しいぬり絵（2006年、学習研究社） 編著 ISBN 4054032680
- 聖書のおはなし（2009年、キリスト教視聴覚センター）文：小塩節・小塩トシ子 ISBN 978-4-906401-74-1
- ふわりとチャバ（2015年、中日新聞社）

## 映像作品
- プリズム・シーズン（1989年、ポニーキャニオン）

「花待月に」「コスモス・パーク」のイラストを元にストーリー構成のアニメ映像とし、尾崎亜美作曲のインストゥルメンタル・ミュージックとのコラボレーションBGVとしたビデオ作品。演出・作画監修:伊藤有一。
- 永田萠の原画をアニメ化した映像作品としては他に、10秒程度の短い作品ながら、『花王 愛の劇場タイトル』（1988年）がある。

## 郵便切手
- 1982年7月23日発行　ふみの日　60円1種
- 1983年7月23日発行　ふみの日　60円1種
- 1984年7月23日発行　ふみの日　60円1種
- 1988年7月23日発行　ふみの日　60円1種
- 1989年6月1日発行　国際花と緑の博覧会記念　62+10円1種
- 1990年3月30日発行　国際花と緑の博覧会記念　41+4円1種
- 1990年7月23日発行　ふみの日　41円1種、62円1種、小型シート1種、切手帳1種
- 1991年7月23日発行　ふみの日　41円1種、62円1種、小型シート1種、切手帳1種
- 1999年1月26日発行　わたしの愛唱歌シリーズ「四季の歌」　80円1種[2]
- 1999年11月11日発行　サンタクロース・北海道　80円1種[3]
- 2000年3月1日発行　淡路花博・兵庫県　50円1種、80円1種[4]
- 2005年6月6日発行　コウノトリ野生復帰・兵庫県　80円1種[5]
- 2005年10月21日発行　冬のグリーティング　50円1種、80円1種[6]
- 2006年6月30日発行　夏のグリーティング　50円1種、80円2種[7]
- 2006年11月24日発行　冬のグリーティング　50円1種、80円1種[8]
- 2007年11月26日発行　冬のグリーティング　50円1種、80円1種[9]
- 2008年12月8日発行　冬のグリーティング　50円1種、80円1種[10]
- 2009年11月24日発行　冬のグリーティング　50円1種、80円1種[11]
- 2010年1月25日発行　春のグリーティング　50円5種[12]
- 2010年11月8日発行　冬のグリーティング　90円1種[13]
- 2011年2月4日発行　春のグリーティング　80円5種[14]

## その他
- ひろおサンタカード - 広尾サンタランドが毎年クリスマスに発行するクリスマスカード。1993年から2017年までの間イラストを担当していた[15]。